# Mémé (nouvelle)
Pour les articles homonymes, voir Mémé.
Mémé (titre original : Gramma) est une nouvelle de Stephen King parue en 1985 dans le recueil de nouvelles Brume mais ayant été publiée pour la première fois en 1984 dans le magazine Weirdbook.

## Résumé
Castle Rock. George Bruckner, onze ans, doit rester seul à la maison pour veiller sur sa grand-mère car sa mère est partie à l'hôpital rendre visite à Buddy, le frère aîné de George, qui s'est cassé la jambe. La grand-mère de George est une vieille femme obèse, sénile et qui doit rester constamment alitée. George, terrifié par la vieille femme, se remémore des histoires qu'il a entendues à son sujet : comment elle ne pouvait pas avoir d'enfant et a acquis des livres qui lui ont permis d'en avoir, comment la découverte de ces livres a poussé la famille à quitter la ville, et comment elle semble être responsable de la mort d'un oncle de George.
Le rappel de ces souvenirs réprimés persuade George que sa grand-mère est une sorcière. Il va dans sa chambre pour la surveiller et constate qu'elle ne respire plus. Après s'en être assuré, il veut appeler le médecin de famille mais le téléphone ne fonctionne plus. Il réalise ensuite qu'il ne lui a pas couvert le visage et rassemble tout son courage pour accomplir cet acte. À ce moment, la main de sa grand-mère lui saisit le poignet. George réussit à fuir mais entend sa grand-mère l'appeler et sortir de son lit. Flo, la tante de George, qui a eu un pressentiment, l'appelle au téléphone, qui fonctionne à nouveau, mais la grand-mère se saisit de George alors que Flo lui donnait des instructions pour la faire tenir tranquille.
Une heure plus tard, la mère de George rentre à la maison et le jeune garçon lui annonce que la vieille dame est morte. George va ensuite dans sa chambre et il est sous-entendu qu'il est désormais possédé par l'esprit de sa grand-mère, ou du moins qu'elle lui a transmis ses sombres pouvoirs. George a lancé un sort qui a causé une hémorragie cérébrale à sa tante Flo et pense à ce qu'il va faire subir à Buddy quand celui-ci sortira de l'hôpital.

## Genèse
Cette nouvelle a été inspirée à Stephen King par un épisode de son enfance. Sa mère avait déménagé à Durham pour s'occuper à plein temps de sa propre mère, alitée et gravement malade. Stephen King était seul à la maison lorsque sa grand-mère est morte et il avait utilisé un miroir pour vérifier si elle respirait encore. La nouvelle fait aussi référence au mythe de Cthulhu, le nom d'Hastur étant notamment cité.

## Adaptations
Mémé a été adaptée à la télévision en 1986, sous le titre Le Spectre de grand-mère, en tant qu'épisode de la série télévisée La Cinquième Dimension. L'épisode a été scénarisé par Harlan Ellison, et Barret Oliver y joue le rôle de George.
La nouvelle a également fait l'objet d'un film, Mercy, réalisé par Peter Cornwell, avec Chandler Riggs dans le rôle de George et Shirley Knight dans celui de la grand-mère. Le tournage a eu lieu en 2013 et le film est sorti en octobre 2014 directement en vidéo.